# Adolf von Baeyer
Johann Friedrich Wilhelm Adolf Ritter von Baeyer (født 31. oktober 1835 i Berlin, død 20. august 1917 i Starnberg) var den første, som fik fremstillet farven indigo syntetisk. I 1905 fik han Nobelprisen i kemi for dette. 

## Studier
Adolf von Baeyer studerede matematik og fysik ved Universitetet i Berlin og flyttede derefter til Heidelberg for at studere kemi hos Robert Bunsen. Han fik sin doktorgrad i 1858 og blev lektor ved Berlin Handelsakademi i 1860, og fra 1871 var han professor ved Universitetet i Strasbourg. Fra 1875 var han professor ved Universitetet i München. På sin 50-årsdag i 1881 blev han adlet og tog navnet Adolf von Baeyer.